# Kungsörs Bleckkärlsfabrik
AB Kungsörs Bleckkärlsfabrik var ett metallvaruföretag i Kungsör. Arvid Hamrin (1867–1919) grundade ett bleckslageri i Eskilstuna 1892, flyttade verksamheten 1893 till Kungsör och ombildade företaget till aktiebolag 1897. År 1917 inköptes Mölntorps Smidesfabrik i Mölntorp.
Företaget tillverkade ett brett sortiment av burkar, hinkar, kannor, mjölkkannor, bakformar, brödlådor, kaffeburkar, mått och kastruller i bleckplåt, koppar och aluminium. Det gjorde också gasmätare och karbid- och fotogenlampor samt badrumsskåp och medicinskåp.  
År 1897 flyttade fabriken in i en nybyggd tvåvånings träbyggnad vid Kungsgatan nära Kungsörs järnvägsstation. Den utvidgades med en ytterligare tvåvåningsbyggnad 1904 och tillbyggdes också 1907. År 1908 brann fabriken ned. Våren 1909 stod den nuvarande trevåningsbyggnaden i tegel klar.
I december 1918 slogs Kungsörs Bleckkärlsfabrik samman med den 1898 grundade AB Bleckvarufabriken i Malmö och den 1903 grundade AB Hugo Brusewitz Bleckvarufabrik i Göteborg till Plåtmanufaktur AB. Sammanslagningen syftade till att minska konkurrensen och till att samordna råvaruinköp under det besvärliga förhållandet under första världskriget. Verkställande direktör blev Arvid Hamrin från Kungsörs Bleckkärlsfabrik. Sonen Arvid Emanuel Hamrin (1891–1953) blev 1919 chef för Kungsörs Bleckvarufabrik och Mölntorps Smidesfabrik.
Fabriken i Kungsör var under lång tid den största arbetsgivaren i Kungsör med som flest drygt 200 anställda. Fabriken lades ned 1984. Produktionen av badrumsskåp, med varumärket Kungsör, fortsatte från 1985 av Samhall i Fagersta (senare Femett AB, sedermera Fagersta Hygien AB fram till konkursen 2019). Gårö Plåtprodukter AB i Gnosjö övertog varumärket 2019.
I fabriksbyggnaden i Kungsör finns idag modelljärnvägsanläggningen Miniature Kingdom samt kontor.